# Time's Up (movimiento)
Time's Up fue un movimiento contra el acoso sexual fundado el 1 de enero de 2018 por celebridades de Hollywood en respuesta al efecto Weinstein y al movimiento feminista y #MeToo. que fue disuelto en enero de 2023 después de ayudar al político Andrew Cuomo en su caso contra más de una docena de mujeres quienes lo acusaron de acoso sexual.
En febrero de 2018, llevaban recaudados 20 millones de dólares para su fondo de defensa legal, y había reunido a más de 200 abogadas voluntarias. Desde octubre de 2019 la presidente y directora ejecutiva de la organización es la abogada Tina Tchen.
A fines de 2022, la organización fue descrita como "fantasma", destruida por conflictos de interés, y sin liderazgo.  La mayor causa de su desplome en agosto de 2021 fue que asesoró al político Andrew Cuomo acerca de cómo superar mediáticamente sus acosos sexuales a mujeres; más áun, ya unos meses antes, 18 empleados de Time's Up habían renunciado porque la fundadora y miembro de la junta directiva Esther Choo había encubierto ciertas acusaciones de acoso sexual, y en 2020 Time's Up se había distanciado de las mujeres víctimas citadas en un documental producido por Oprah Winfrey, una de las mayores donantes a Time's Up. The New York Times describió a la organización como «implosionada».

## Historia
En noviembre de 2017, la Alianza Nacional de Campesinas escribió una carta de solidaridad con las mujeres de Hollywood implicadas en las denuncias de abusos sexuales contra Harvey Weinstein. La carta, publicada en la revista Time, describía agresiones y acosos vividos por las granjeras. En ella se declaraba que había sido escrita en nombre de unas 700.000 granjeras de Estados Unidos.
En parte como respuesta, Time's Up fue anunciado el 1 de enero de 2018 en la revista The New York Times. El anuncio citó la carta de apoyo de la Alianza Nacional de Campesinas y el deseo de apoyar a mujeres, hombres, personas negras y del colectivo LGBT que tienen menor acceso a las plataformas de medios de comunicación y a financiación para hablar sobre acoso. En su fundación, se anunciaron las siguientes iniciativas:
- Un fondo de defensa legal de 13 millones de dólares administrado por el National Women's Law Center (NWLC) para apoyar a mujeres con bajos ingresos que quieren denunciar casos de acoso y agresiones sexuales en el lugar de trabajo.
- Una legislación que castigue a las compañías que toleran el acoso sexual persistente.
- Un movimiento hacia la paridad de género en las agencias de estudio y talento.
- Proponer a las mujeres que se vistieran de negro en la alfombra roja de la 75.ª edición de los Globo de Oro y hablar sobre el acoso y las agresiones sexuales.

Mark Wahlberg y su agencia de talento William Morris Endeavor, donaron más de 2 millones de dólares a Time's Up a principios de enero de 2018 en nombre de Michelle Williams, la compañera de reparto de Wahlberg en la película All the Money in the World. Esto ocurrió después de que  fuera revelado que Williams, representada por la misma agencia, recibió 800 dólares por 10 días para rehacer algunas escenas en la película, mientras que Wahlberg recibió 1,5 millones de dólares por los mismos 10 días de trabajo.
En los premios Globo de Oro de 2017, varias actrices y signatarias del movimiento se vistieron de negro y trajeron a activistas prominentes como sus acompañantes. Por ejemplo, Meryl Streep llegó con Ai-jen Poo, directora de la Alianza Nacional de Trabajadoras del Hogar, Emma Stone con la tenista feminista Billie Jean King y Michelle Williams con la fundadora del movimiento «Me Too» Tarana Burke.

Algunas personalidades que asistieron en 2018 a los Premios Grammy, como Lady Gaga, Lana Del Rey, Kesha y Cyndi Lauper, fueron vestidas de negro o llevaron rosas blancas en solidaridad con el movimiento Time's Up. Lorde llevó un fragmento de un trabajo de Jenny Holzer, impreso en una tarjeta y sujeta en la parte de atrás de su vestido. En el fragmento se podía leer: 
“¡Alégrense! Nuestros tiempos son intolerables. Armarse de valor para lo peor es un presagio de lo mejor. Solo las circunstancias pueden precipitar el derrocamiento de los opresores. Los viejos y corruptos deben ser destruidos antes de que los justos puedan triunfar. La contradicción se intensificará. El juicio se acelerará por la puesta en escena de las perturbaciones de las semillas. El Apocalipsis florecerá”. 
Lorde escribió "Mi versión de una rosa blanca — EL APOCALIPSIS  FLORECERÁ — un fragmento de la más grande de todos los tiempos, Jenny Holzer."
En los Premios BAFTA de 2018 en Londres, presentados por Joanna Lumley, las asistentes vistieron de negro y llevaron pines de Time's Up.

## Firmantes fundadoras
En la página web hay una carta abierta  a las mujeres del mundo, solidarias y que apoyan la acción de las firmantes contra el acoso y las agresiones sexuales. La carta fue firmada por casi 400 mujeres principalmente británicas y estadounidenses de la industria del entretenimiento y la cosmética. Entre las firmantes se encuentran Shonda Rhimes y actrices de las series Grey's Anatomy y Scandal de la cadena ABC, como Jessica Capshaw y su madre Kate Capshaw, que ha hablado en persona con su marido Steven Spielberg sobre el "problema nacional y global" que necesita ser abordado "con urgencia".